# William Shattuc
William E. Shattuc (ur. 18 listopada 1894 roku w Madisonville, zm. 26 października 1962 roku w Lubbock) – amerykański kierowca wyścigowy.

## Kariera
W swojej karierze Shattuc startował głównie w Stanach Zjednoczonych w mistrzostwach AAA Championship Car oraz towarzyszącym mistrzostwom słynnym wyścigu Indianapolis 500, będącym w latach 1923-1930 jednym z wyścigów Grandes Épreuves. W drugim sezonie startów, w 1925 roku w wyścigu Indianapolis 500 uplasował się na dziewiątej pozycji. W mistrzostwach AAA z dorobkiem czterdzeistu punktów został sklasyfikowany na dwudziestej pozycji w klasyfikacji generalnej. Rok później dwukrotnie stawał na podium. Uzbierane 280 punktów dało mu szesnaste miejsce w klasyfikacji mistrzostw.